# André Wohllebe
André Wohllebe, född den 9 januari 1962 i Östberlin, Östtyskland, död 29 december 2014 i Berlin, var en östtysk och därefter tysk kanotist.
Han tog OS-brons i K-1 1000 meter och OS-brons i K-4 1000 meter i samband med de olympiska kanottävlingarna 1988 i Seoul.
Han tog OS-guld i K-4 1000 meter i samband med de olympiska kanottävlingarna 1992 i Barcelona.